# Another
Another (アナザー Anazā?) är en rysare av Yukito Ayatsuji som gavs ut den 29 oktober 2009 av Kadokawa Shoten. Den har sedan blivit både manga och anime. Handlingen kretsar kring Kōichi Sakakibara som får uppleva flera mystiska dödsfall med sin klasskamrat Mei Misaki. 
Serien har fått positiva recensioner och blev nominerad till en Honkaku Mystery Award 2010.

## Utgivning
Another publicerades först i magasinet Yasai Jidai. Den 29 oktober 2009 släpptes en roman på 677 sidor. Det finns också en spinoff-serie som heter Another: Episode S. En uppföljare till huvudserien är planerad.
En manga, illustrerad av Hiro Kiyohara, gavs ut i seinen-magasinet Young Ace under maj 2010 till januari 2012. De publicerade även den i fyra tankōbon-volymer.

## Annan media

### Anime
En anime, producerad av P.A.Works och regisserad av Tsutomu Mizushima, sändes på japansk TV i 12 avsnitt mellan den 10 januari och den 27 mars 2012. Ett Original Video Animation-avsnitt har också givits ut.
| Lista över avsnitt | Lista över avsnitt                 | Lista över avsnitt |
| Nr                 | Titel                              | Originalvisning    |
| ------------------ | ---------------------------------- | ------------------ |
| 1                  | "Rough sketch" "Sobyō" (素描)      | 10 januari 2012    |
| 2                  | "Blueprint" "Omowaku" (思惑)       | 17 januari 2012    |
| 3                  | "Bone work" "Honegumi" (骨組)      | 24 januari 2012    |
| 4                  | "Put flesh" "Rinkaku" (輪郭)       | 31 januari 2012    |
| 5                  | "Build limbs" "Kakusan" (拡散)     | 7 februari 2012    |
| 6                  | "Face to face" "Futari" (二人)     | 14 februari 2012   |
| 7                  | "Sphere joint" "Henchō" (変調)     | 21 februari 2012   |
| 8                  | "Hair stand" "Konpeki" (紺碧)      | 28 februari 2012   |
| 9                  | "Body paint" "Rensa" (連鎖)        | 6 mars 2012        |
| 10                 | "Glass eye" "Shikkoku" (漆黒)      | 13 mars 2012       |
| 11                 | "Makeup" "Sangeki" (惨劇)          | 20 mars 2012       |
| 12                 | "Stand by oneself" "Shisha" (死者) | 27 mars 2012       |
| 0 (OVA)            | "The Other" "Inga" (因果)          | 26 maj 2012        |

### Spelfilm
En spelfilm hade biopremiär den 4 augusti 2012 i Japan. Filmen regisserades av Takeshi Furusawa och är producerad av Kadokawa Eiga.